# Michael Korklan
Michael Korklan (23 de febrero de 1984) es un luchador profesional estadounidense, más conocido por su nombre en el ring como Mike Sydal. Korklan actualmente trabaja en los circuitos independientes de Estados Unidos, principalmente en Ring of Honor y 3XWrestling.
Sydal es hermano del exluchador de la World Wrestling Entertainment (WWE), Matt Sydal
.

## Carrera

### 3XWrestling (2008 - 2010)
Sydal hizo su debut en la lucha libre profesional el 10 de febrero de 2008. Debutó en la empresa 3XWrestling bajo el nombre de Mike Sydal durante un Gauntalet for the Gold 30 Man Battle Royal el 16 de mayo de 2008, siendo ganada por Amazing O-Ring. Luego, el 18 de julio, tuvo su primera oportunidad titular, luchando por el Campeonato Peso Crucero de la 3XWrestling, en la que Jimmy Rockwell derrotó al campeón Casanova, Aaron Masterson, Brady A. Dezire, Hunter Matthews, Knight Wagner, Sydal, Ryan Slade, Shane Hollister y Zach Thompson.
Tras esto, empezó a hacer pareja con Zach Thompson, siendo conocidos como The High Flyers, derrotando el 12 de septiembre a The Newer Era (Aaron Masterson & Ryan Slade). Empezaron un feudo con Campeones en Parejas de 3XWrestling, The Gentleman's Club (Gage Octane & Mark Sterling), luchando contra ellos el 21 de noviembre y el 27 de febrero, reteniendo los campeones los títulos en ambos combates. Tras esto, peleó por el Campeonato Peso Crucero de la 3XWrestling contra Jimmy Rockwell el 17 de abril, pero perdió. Finalmente, el 21 de agosto, derrotaron a The Gentleman's Club, ganando él y Thompson el Campeonato en Parejas de la 3XWrestling, siendo su primer campeonato de lucha libre profesional.
Tras retener los títulos el 18 de septiembre de 2009 ante Abdul Bashir & Arya Daivari, empezaron un feudo con Sexy And Smooth (AJ Smooth & Ryan Slade), peleando contra ellos el 16 de octubre, pelea que ganaron Sexy and Smooth por cuenta de fuera, por lo que retuvieron el campeonato, lo que ocasionó una segunda pelea, la cual se dio el 20 de noviembre, la cual ganaron los campeones. Luego empezaron un feudo con The Gentleman's Club (Casanova & Devin Carter), reteniendo los títulos el 5 de febrero, pero lo perdieron el 5 de marzo. Esto hizo que ambos se pelearan, luchando el 7 de mayo de 2010 en una lucha en la que Sydal perdió ante Thompson en la cual el perdedor debía abandonar 3XWrestling.

### Ring of Honor (2010)
Sydal hizo su debut en Ring of Honor el 27 de marzo de 2010 en un dark macth, donde luchó junto a Johnny Goodtime & Johnny Yuma. luego, hizo su primera aparición en televisión el 21 de mayo de 2010 en las grabaciones de Ring of Honor Wrestling, siendo derrotado por Christopher Daniels. Tras esto, siguió luchando en ROH en dark matches en luchas de parejas. El 16 de julio luchó junto a Aden Chambers contra The Hosue of Truth (Christin Able & Josh Raymond) y el 17 de julio ante Eddie Edwards, perdiendo ambas luchas. Tras esto, el 20 de agosto (emitido el 4 de octubre), se enfrentó a Tyler Black en una lucha no titular en su última lucha en la empresa, ganando Black.

### 3XWrestling (2011-presente)
Sydal hizo su regreso a la 3XW en 2011, empezando un feudo con su antiguo compañero Zacj Tompson. El 27 de mayo se enfrentó a Tompson por el Campeonato Puro Unificado de la 3XW, pero fue derrotado. El 28 de octubre de 2011, en Halloween Horror V, ganó una Battle Royal por la que obtuvo una oportunidad al Campeonato Peso Pesado de Jeremy Wyatt, pero también fue derrotado. El 25 de noviembre de 2011, se enfrentaron Team Genesis (Benjamin Sailer, Devin Carter, Nate Bash, Tony Sly & Zach Thompson) al Team 3XW (AJ Smooth, Jimmy Rockwell, Matty Starr, Mike Sydal & Ryan Slade), siendo su equipo derrotado, terminando su feudo. A principios de 2012, empezó a formar pareja con Rockwell, siendo conocidos como The Electric Centaurs, ganando el 24 de febrero el Campeonato en Parejas de la 3XWrestling al derrotar a American Ground And Air (Ben Sailer & Nate Bash). Sin embargo, perdieron los títulos el 30 de marzo ante lo excampeones.

## En lucha
- Movimientos finales
  - Shooting Star Press
- Apodos
  - Rock 'n Roll

## Campeonatos y logros
- 3XWrestling
  - 3XW Tag Team Championship (2 veces) - con Zach Tompson (1) y Jimmy Rockwell (1)[1]
  - Revelación del Año (2008)[1]
  - Pareja del Año (2009) - con Zach Thompson[1]
- High Voltage Wrestling
  - HVW Livewire Championship (1 vez)[3]
- Lethal Wrestling Alliance
  - LWA Tag Team Championship (1 vez) - con Brandon Aarons[4]
- Metro Pro Wrestling
  - MPW Kansas Heavyweight Championship (1 vez, actual)
- Pro Wrestling Illustrated
  - PWI Debutante del año - 2009
  - Situado en el Nº482 en los PWI 500 de 2009[5]
  - Situado en el Nº447 en los PWI 500 de 2010[6]
  - Situado en el Nº369 en los PWI 500 de 2011[7]
  - Situado en el Nº355 en los PWI 500 de 2012[8]